# Tagesöffnung
Als Tagesöffnung werden in der Bergmannssprache alle Zugänge eines Bergwerks vom Tage ins Grubengebäude (unter Tage) bezeichnet. Je nachdem, ob der Weg ins Bergwerk horizontal über einen Stollen oder vertikal über einen Schacht erfolgt, wird zwischen Stollenmundloch und Schachtöffnung unterschieden.